# Stefan Markowitz
Stefan Markowitz (* 19. Mai 1977 in Klagenfurt) ist ein österreichischer Politiker (Team Stronach, zuvor BZÖ), sowie technischer Betriebsleiter sowie Unternehmer. Markowitz war von 2008 bis 2013 Abgeordneter zum österreichischen Nationalrat.

## Ausbildung und Beruf
Markowitz besuchte von 1984 bis 1988 die Volksschule und im Anschluss bis 1992 eine Sporthauptschule. Er besuchte im Anschluss eine Handelsakademie, wechselte 1993 jedoch an die Berufsschule für Elektrotechnik, die er bis 1997 abschloss. 1997 absolvierte Markowitz zudem den Präsenzdienst.
Markowitz arbeitete zwischen 1997 und 1998 am Biozentrum Wien in der Betriebstechnik und war zwischen 1998 und 2000 stellvertretender technischer Betriebsleiter am Campus der Universität Wien. Zwischen 2000 und 2005 war er Technischer Betriebsleiter am Institut für Hirnforschung und zwischen 2005 und 2008 bei MCE Building und Infrastruktur Solution GmbH als Betriebsleiter beschäftigt. Seit 2006 ist Markowitz Veranstalter der „Glamour in White“. Seit 2004 ist Stefan Markowitz Inhaber der Fahrmitboerse. Von 2008 bis 2013 war Markowitz Betriebsleiter bei YIT Austria GmbH. von 2013 bis 2023 war Markowitz Betriebsleiter bei Caverion Österreich GmbH. Seit 2015 ist Markowitz Geschäftsführer / CEO der MKI KG.

## Politik
Markowitz trat bei der Nationalratswahl 2008 auf der Bundesliste des BZÖ an und wurde in den Nationalrat gewählt. Er wurde am 28. Oktober 2008 angelobt und war bis 22. Oktober 2012 Bereichssprecher des BZÖ-Parlamentsklubs für Jugend, Bauten, Tourismus und Lehrlinge. Weiters ist Markowitz Mitglied im Baukomitee des Parlamentes der Republik Österreich.
Von 2009 bis 2012 war er Bundesvorstandsmitglied der Generation Zukunft Österreich, von 2010 bis 2012 Landesobmann-Stellvertreter des BZÖ Kärnten. Seit von 2012 bis 2013 war Markowitz Klubobmann-Stellvertreter des Parlamentsklubs Team Stronach. Für die Nationalratswahl war Markowitz 2013 Kärntner Spitzenkandidat für das Team Stronach.

### Parlamentsarbeit
Seit dem 15. Januar 2013 war Markowitz als Mitglied, Ersatzmitglied und Beobachter in verschiedenen Ausschüssen tätig.
Im Parlamentsklub des Teams Stronach war Markowitz Sprecher für die Themen Jugend, Lehrlinge, Unterricht, Tourismus, Arbeitnehmer, Entwicklungszusammenarbeit, Kunst und Kultur, Forschung und Behinderte.